# Silanus
Silanus là một đô thị ở tỉnh Nuoro ở vùng Sardinia của Italia, tọa lạc cách khoảng 120 km về phía bắc của Cagliari và cách khoảng 40 km về tây của Nuoro. Tại thời điểm ngày 31 tháng 12 năm 2004, đô thị này có dân số 2.346 người và diện tích là 48,1 km².
Silanus giáp các đô thị: Bolotana, Bortigali, Dualchi, Lei, Noragugume.